# An Điền (Bình Dương)
An Điền is een xã van huyện Bến Cát, een huyện in de provincie Bình Dương.
An Điền ligt in het zuidwesten van het district en grenst in het noordoosten aan thị trấn Mỹ Phước, de hoofdplaats van het district. De afstand tot het centrum van Ho Chi Minhstad bedraagt ongeveer veertig kilometer.
De oppervlakte van An Điền bedraagt ongeveer 31,36 km². An Điền heeft 6975 inwoners.